# Деструктивне тестування
Деструктивне тестування програмного забезпечення (англ. Destructive Software Testing) — процес технічного дослідження програмного забезпечення, за якого тестувальник намагається привести програмне забезпечення чи підсистему до збою. Воно перевіряє, чи ПЗ продовжує функціонувати навіть при отриманні невірних, або не очікуваних вхідних даних, встановлюючи тим самим надійність перевірки вхідних даних, і управління помилками підпрограм.

## Мета деструктивного тестування
Метою деструктивного тестування, як і будь-яких інших тестів є виявлення можливих помилок в системі.
У тесті ми перевіряємо в який момент система розпадається.
Деструктивне тестування, в контексті ІТ, це є метод оцінки програмного забезпечення, використовується за допомогою пошуку точок збою в програмі. По суті, метод включає в себе взаємодію з програмним забезпеченням - неправильно, наприклад, введення даних, що пошкоджені або в неправильному форматі, щоб визначити, чи певна програма зазнає невдачі в кінцевих користувачів.
Основному тестувальники повинні перевірити, що всі параметри і після їх зміни, залишаються досупними для клієнтів, більшість залишаться з наслідками.
Вплив може бути на продуктивність, поведінку, дії, функціональність програми.

## Приклади тестів
Що станеться, якщо немає перевірки вводу в елемент інтерфейсу і користувач вводить 1000 символів тоді, коли відповідна змінна може містити максимум 255 символів.
Що відбудеться, якщо внести певні зміни до певної конфігурації, яка з'єднує два компоненти системи - програма поведе себе непередбачувано.